# Ung kvinna betraktar havet
Ung kvinna betraktar havet (franska: Jeune femme regardant la mer, jour de tempête, danska: Ung pige, der betragter havet) är en oljemålning av den franske konstnären Henri Matisse. Den målades 1923 och är sedan 1928 utställd på Statens Museum for Kunst i Köpenhamn. 
Målningen är signerad i nedre vänstra hörnet och utförd i Nice där Matisse tidvis var bosatt från 1917. Den skildrar en kvinna som ser ut genom ett fönster mot Promenade des Anglais och Baie des Anges (en del av Medelhavet). Det är en gråmulen och stormig dag, vilket också framgår av verkets franska titel ("jour de tempête"). Målningens ljusa palett är typisk för Matisses Nice-period. Modellens namn är Henriette Darricarrère(en) som var dansare och musiker. Från 1920 och till sitt giftermål 1927 poserade hon regelbundet för Matisse som målade flera versioner och varianter av detta motiv. Fönster var också ett återkommande motiv för Matisse, till exempel Öppet fönster, Collioure (1905). 

## Bildgalleri

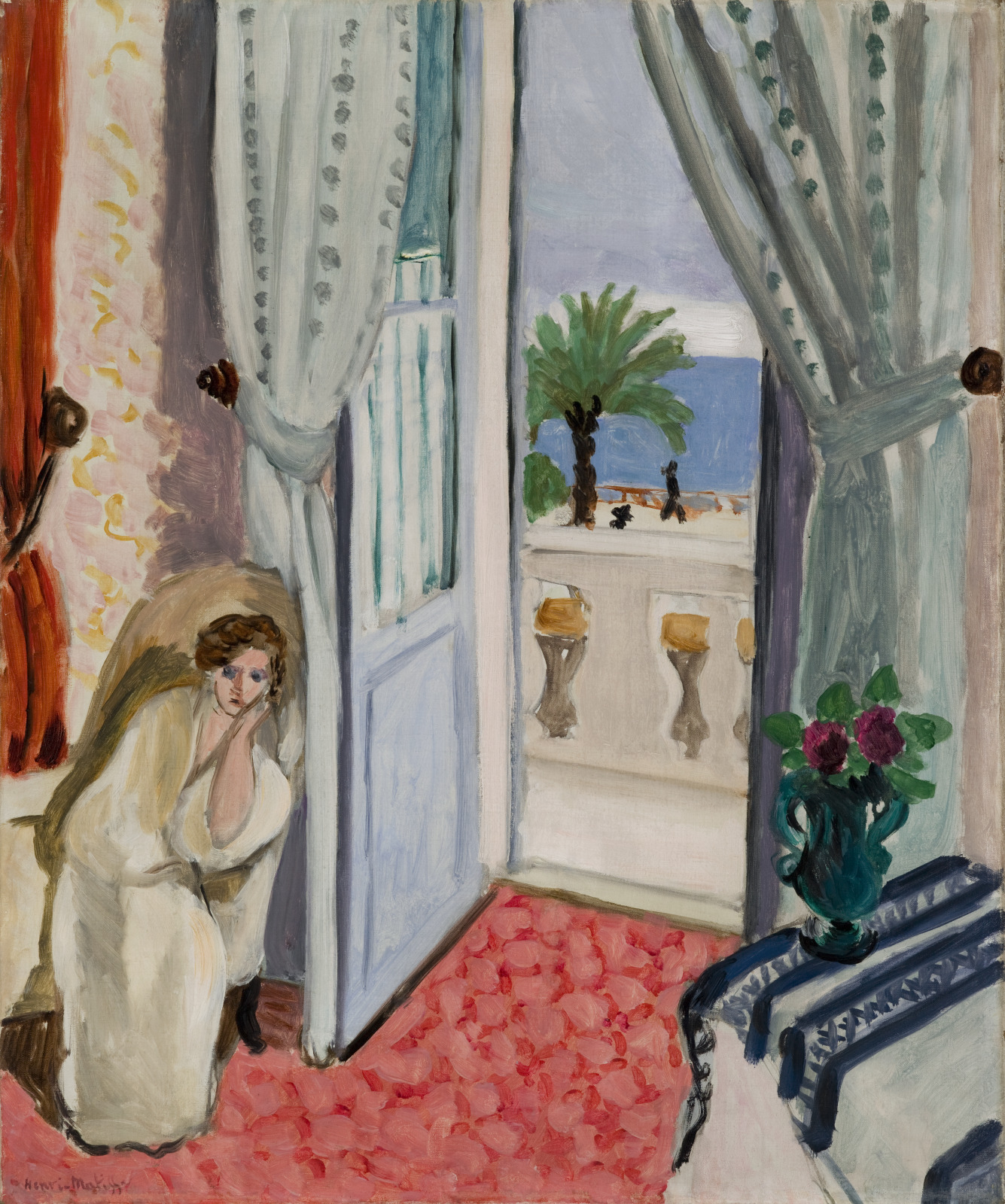
Interiör i Nice (cirka 1919), Saint Louis Art Museum.
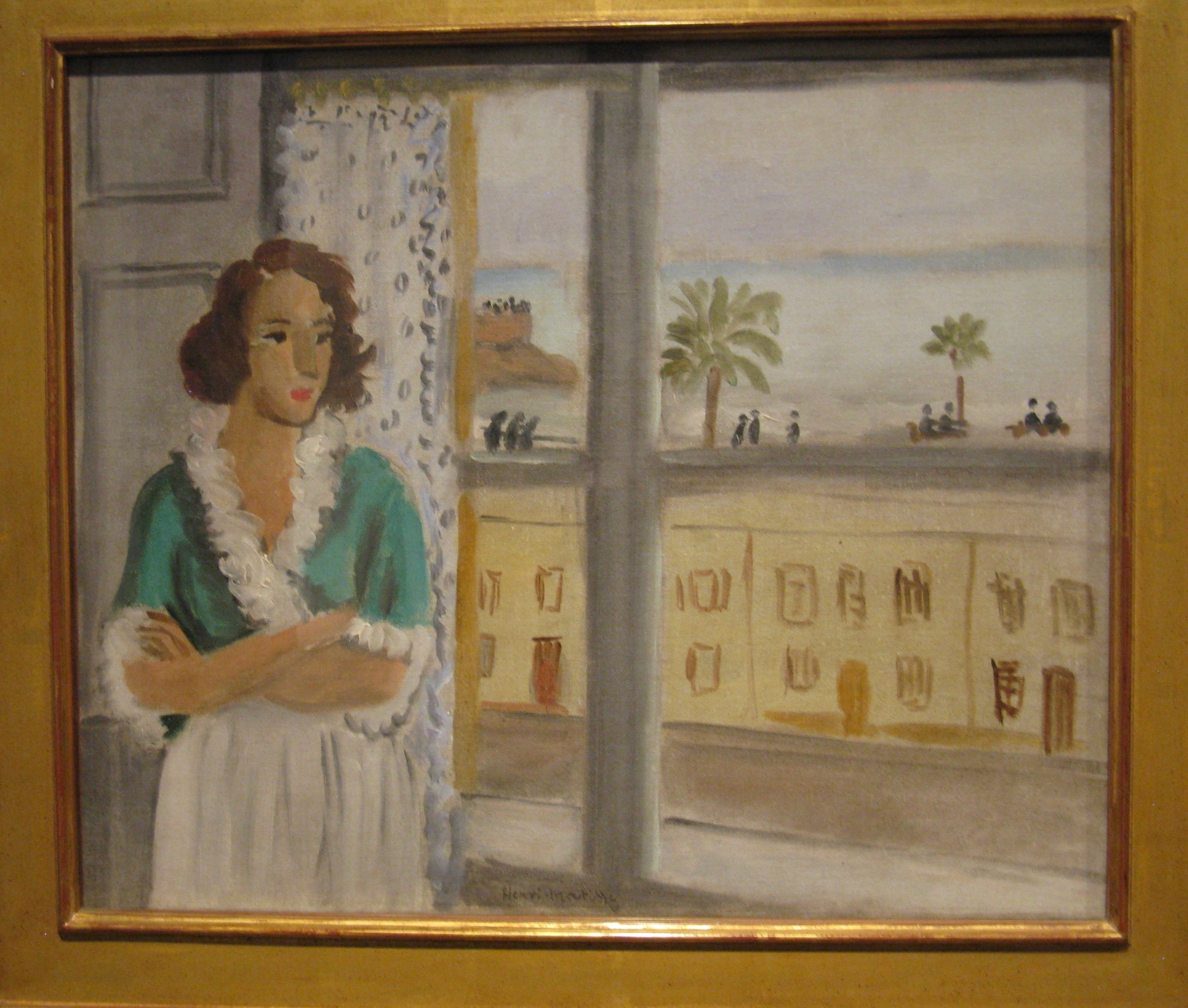
Kvinna vid ett fönster (1921), Metropolitan Museum of Art.
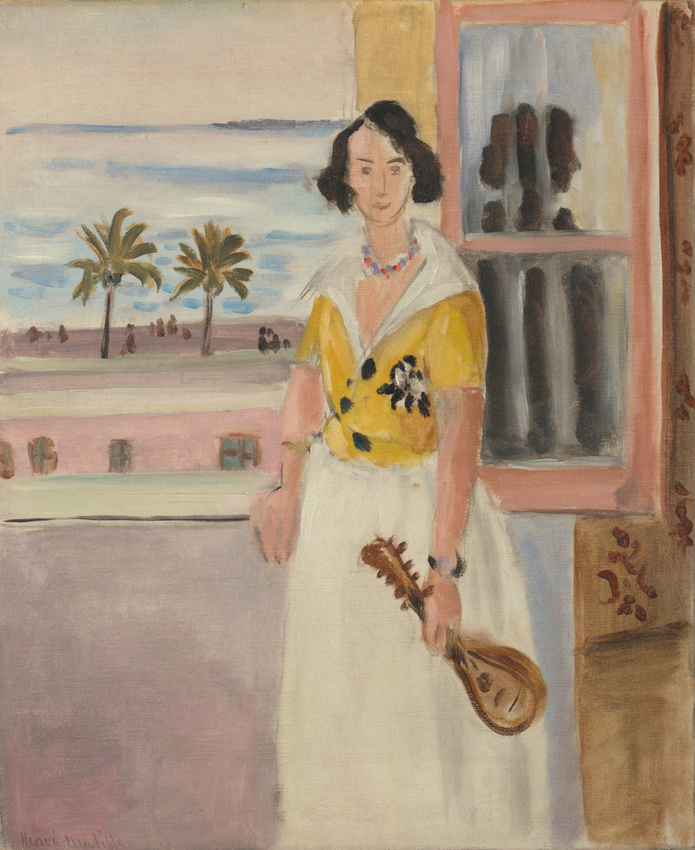
Kvinna med mandolin (1921–1922), Musée de l'Orangerie.
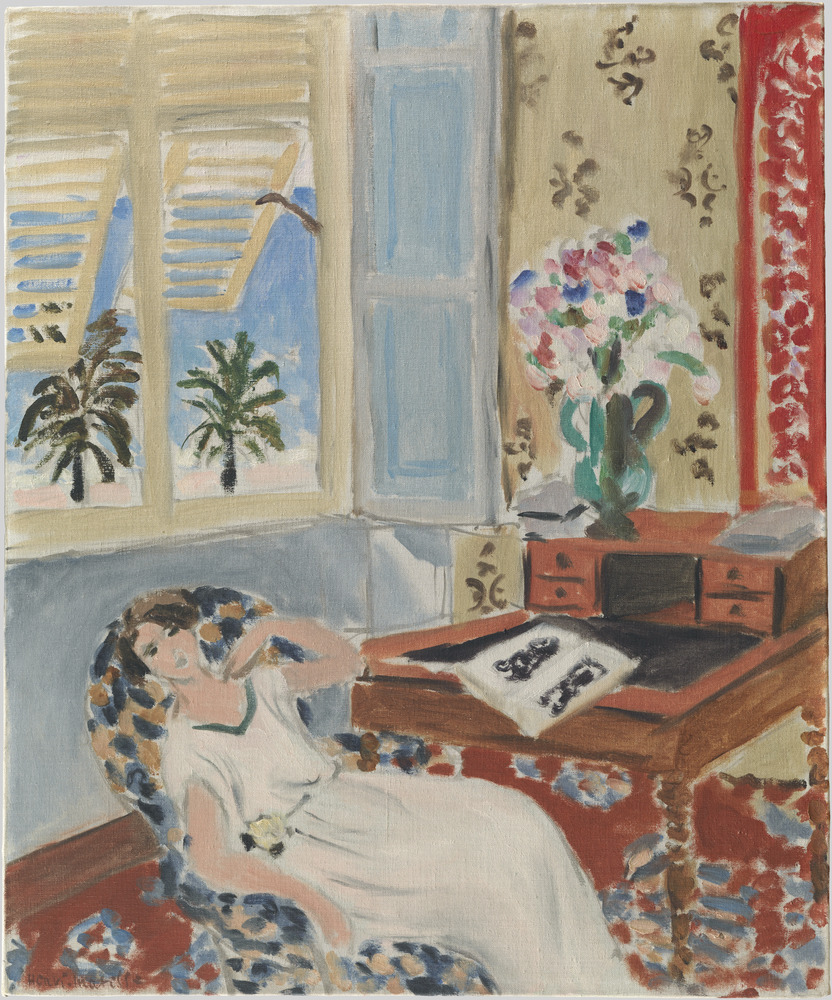
Interiör i Nice, siestan (cirka 1922), Centre Georges Pompidou.
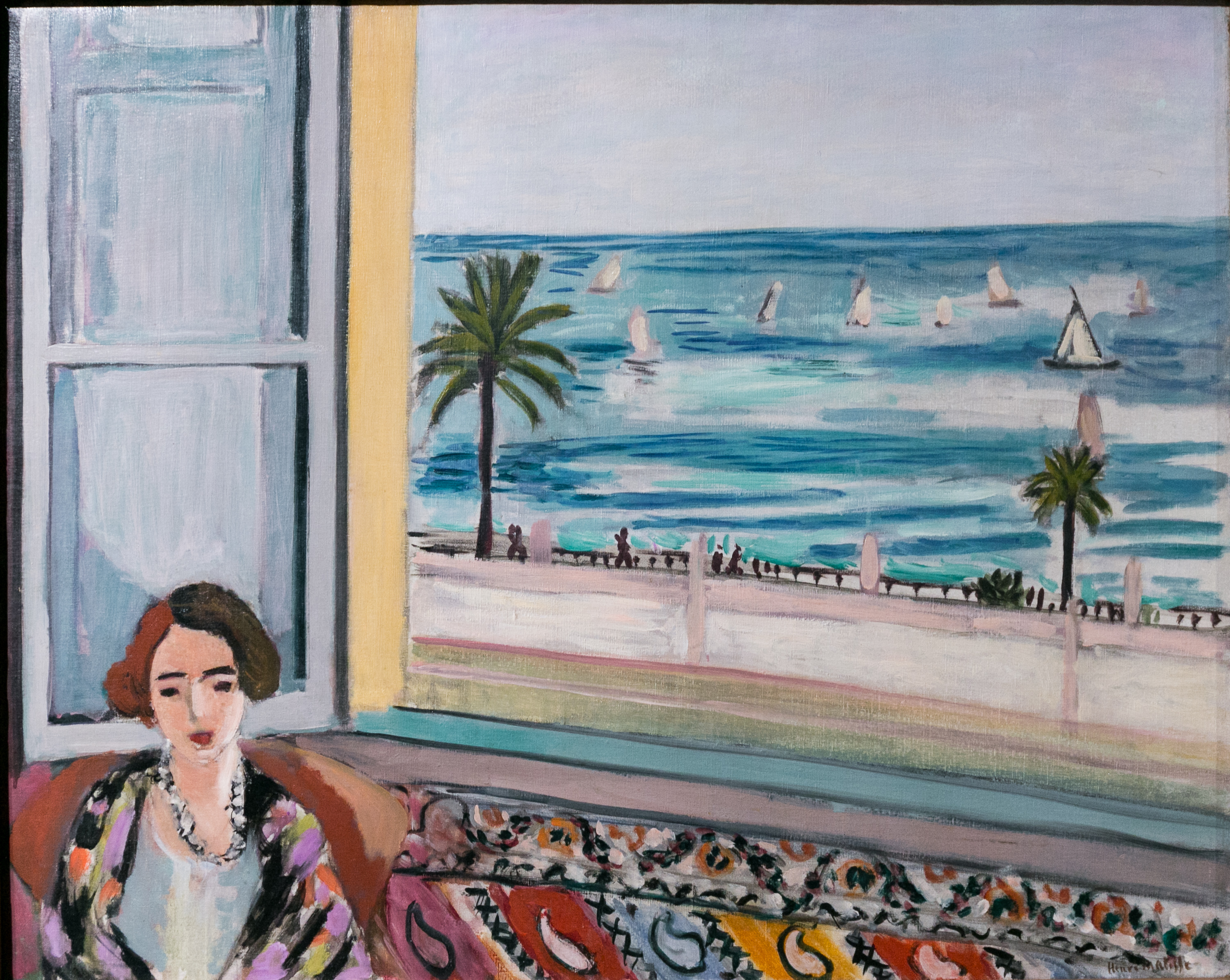
Sittande kvinna med ryggen vänd mot ett öppet fönster (cirka 1922), Musée des Beaux-Arts de Montréal.